# Eriocaulon nairii
Eriocaulon nairii är en gräsväxtart som beskrevs av M. Chandrabose och V.Chandras. Eriocaulon nairii ingår i släktet Eriocaulon och familjen Eriocaulaceae. Inga underarter finns listade i Catalogue of Life.